# إسكالوب
الإسكالوب هي قطع من اللحوم دون عظام تُرقّق بالشوبك أو المطرقة أو تضرب بمقبض السكين. فتُطهى بذلك تطهى بسرعة وذلك أمر مفيد لإعداد الوجبات السريعة. يمكن أن تحضّر الإسكالوب بلحم البقر أو الغنم، الدجاج أو السمك كما يمكن تلبيس قطعة الإسكالوب بالبقسماط أو الكعك المطحون ثم تقلّى على النار وذلك أحد الطرق الفرنسية لتقديمه.